# フランク・ホフマン
フランク・ホフマン（Frank Hoffmann、1938年7月16日 - 2022年6月4日）は、ドイツ出身のオーストリアの俳優。

## 経歴
ミュンヘンの劇場アカデミースクールにて通い、1967年にウィーンにあるブルク劇場でアンサンブルのメンバーとなった。
その後1975年から1994年までオーストリア放送協会にテレビ番組の予告編をデザインして出しており、ドイツ語圏では最も人気な声優であった。
2008年にウィーン市からブルゲンラント州の名誉黙章を受賞。2010年には貧困と社会的排除と闘うための国際年において、オーストリア社会労働省の大使を務めた。2011年、国際ボランティア年でオーストリア連邦社会労働省の大使を務めた。
2013年1月以降は民間テレビ局ServusTVのテレビ番組の映画専門家として活動していた。
2022年6月4日、自宅にて死去。83歳没。

## フィルモグラフィー
- エースの中のエース（1982年、日本では劇場未公開だったが、2021年5月ベルモンド主演作をHDリマスター版で上映する「ジャン＝ポール・ベルモンド傑作選2」で初公開）

## 受賞
- 1986年 - 世界自然保護基金名誉会員
- 1986年 - オーストリア共和国科学文化勲章（英語版）
- 1999年 - ブルゲンラント州功績勲章
- 2004年 - ブルゲンラント州文化賞
- 2008年 - ウィーン州功労勲章（ドイツ語版）